# Liste der Mitglieder der American Academy of Arts and Sciences/1821
Im Jahr 1821 wählte die American Academy of Arts and Sciences eine Person zu ihren Mitgliedern.

## Neugewähltes Mitglied
- George Ticknor (1791–1871)